# Gelson Reicher
Gelson Reicher (São Paulo, 20 de fevereiro de 1949 — São Paulo, 20 de janeiro de 1972) foi um estudante de medicina e militante da Ação Libertadora Nacional (ALN). É um dos casos investigados pela Comissão da Verdade, que apura mortes e desaparecimentos na ditadura militar brasileira.

## Biografia
Nascido na capital do Estado de São Paulo numa família asquenaze, Gelson Reicher era o único filho homem de Berel Reizel Reicher e Blima Reicher. Era estudante do quinto ano da Faculdade de Medicina da Universidade de São Paulo (USP) e dava aulas no curso de pré–vestibular MED. Foi diretor do Centro Acadêmico Oswaldo Cruz (CAOC) e dirigiu o grupo de teatro dos alunos da faculdade, além de escrever poesias e peças de teatro, compor músicas para as encenações e ser responsável pela direção dos espetáculos.
O quarto de Gelson foi mantido intacto, quase dez anos depois de sua morte, pela família, com todos os objetos no mesmo lugar em que deixará quando estivera lá pela última vez.
Sua irmã Felícia Madeira foi amiga de infância de Iara Iavelberg, militante integrante do Movimento Revolucionário 8 de Outubro (MR-8). Junto com Iuri Xavier Pereira, na ALN, Reicher criou os jornais Ação e 1° de Maio, e retomou a publicação O Guerrilheiro.

## Morte
Gelson Reicher foi morto junto com Alex de Paula Xavier, também integrante da Ação Libertadora Nacional (ALN), no dia 20 de janeiro de 1972, quando estava prestes a completar 23 anos. Os dois foram enterrados no Cemitério D.Bosco, em Perus, com nomes falsos: Alex como João Maria de Feitas e Gelson com o nome Emiliano Sessa.
Conforme relatado pelo jornal O Estado de São Paulo no dia 22 de março de 1972, a versão oficial sobre a morte dos dois jovens foi a seguinte: "O volks de placa CK 4848 corre pela Avenida República do Líbano. Em um cruzamento, o motorista não respeita o sinal vermelho e quase atropela uma senhora que leva uma criança no colo. Pouco depois, o cabo Silas Bispo Feche, da PM, que participa de uma patrulha, manda o carro parar. Quando o volks para, saem do carro o motorista e seu acompanhante atirando contra o cabo e seus companheiros; os policiais também atiram. Depois de alguns minutos três pessoas estão mortas, uma outra ferida. Os mortos são o cabo da Polícia Militar e os ocupantes do volks, terroristas Alex de Paula Xavier Pereira e Gelson Reicher".
Em sua certidão de óbito, emitida pelo IML/SP no dia 21/01/72, o nome Emiliano Sessa aparece datilografado. Porém, logo ao lado, mas escrita à mão, a seguinte frase se destacava: "Nome verdadeiro - Gelson Reicher". O fato de ter sido enterrado sob a utilização de um nome falso fez com que a descoberta de seu corpo não ocorresse de forma imediata. Depois de procurar pelo corpo de seu filho sem sucesso, Berel Reizel, pai de Gelson, teve acesso à informação de que seu vizinho, Isaac Abramovitc, havia sido o médico legista responsável pela necrópsia da dupla de integrantes da ALN.
Isaac dividia a garagem com a família de Gelson, o que fazia com que a dupla se encontrasse com frequência para decidir a posição dos carros no espaço que dividia as casas. Portanto, o fato de que o médico não identificou o corpo do jovem e assinou o seu laudo de óbito - mesmo com a utilização de um nome falso -, foi uma das provas da forja de documentos no caso do assassinato da dupla supracitada. 

### Incongruências no relato
1. As mortes só foram relatadas dois dias depois do ocorrido;
2. Os mortos foram registrados no cemitério de Perus com nomes falsos;
3. Em 1992 foi encontrado um depoimento nos arquivos do Departamento de Ordem Política e Social (DOPs), o depoimento de um preso, informando características físicas e possíveis locais que Alex de Paula Xavier e Gelson Reicher poderiam estar; o que desmente a nota oficial de que o encontro entre policiais e os militantes foi ocasional;
4. Uma perícia realizada em 1996 pelo legista Nelson Massini, baseado no laudo divulgado pela ditadura e nas fotos da autópsia, alegou que Alex sofreu agressões antes de ser morto, comprovado por marcas no corpo;[6]
5. Nas versões oficiais veiculadas pela mídia, faz-se referência à um policial ferido. Porém, em nenhum momento destas reportagens o seu nome é citado;
6. De acordo com o laudo de corpo de delito feito pelo IML, as trajes de Gelson foram descritas apenas como uma cueca azul de algodão, o que deixa em cheque o que teria acontecido com suas roupas - e reforça o argumento de que teria sofrido tortura após ser capturado. [5]

### A verdade da morte
Quando deram entrada no Instituto Médico Legal (IML), tanto Alex quanto Gelson estavam só de cueca. O exame feito pelo legista Nelson Massini, as fotos do corpo de Alex, e os documentos do IML comprovaram que a versão oficial não se sustentava.
O perito que analisou o corpo de Gelson Reicher foi  Isaac Abramovitc, que ignorou as escoriações pelo corpo, e só relatou no laudo os ferimentos à bala; e mais tarde foi denunciado junto ao Conselho Federal de Medicina por colaborar com as ações da ditadura militar. Abramovitc, inclusive, era amigo próximo da família de Reicher. Ao depor na CPI, ele alegou não ter reconhecido o corpo do militante, mas foi ele próprio que avisou a família sobre a morte e por isso o corpo foi resgatado dias depois de ter sido enterrado.

O documento de exame tem a letra “T”, escrita em maiúsculo, o que indica que o sujeito morto era considerado terrorista. O papel também possui um carimbo do DOPS, apresentando uma morte decorrente de ferimentos adquiridos durante tiroteio contra os órgãos de segurança.

## Testemunhas
O ex-administrador do Cemitério de Perus, Antonio Pires Eustácio, deu seu depoimento na audiência pública da Comissão Nacional da Verdade em conjunto com a Comissão da Verdade do estado de São Paulo “Rubens Paiva”, no dia 24 de fevereiro de 2014, e relatou o que acontecia no cemitério e como ajudou familiares a encontrar os corpos dos desaparecidos.
Eustácio afirmou que, desde a sua inauguração, o Cemitério de Perus tinha como função principal abrigar os corpos de indigentes, enterrados em caixões individuais nas chamadas covas rasas. Conforme relatado, os corpos de militantes e de indigentes se misturavam na organização do cemitério, fazendo com que o único fator de diferenciação e identificação fosse a forma com que chegavam ao local. Normalmente, os corpos dos militantes (também chamados de terroristas à época) chegavam sozinhos em camburões, sempre escoltados por oficiais da polícia. No caso dos demais indigentes, um alto volume de corpos (de seis para cima) eram trazidos ao mesmo tempo nos mesmo camburões. 
No mesmo depoimento, Antonio conta que antes da criação da vala comum, onde posteriormente eram enterrados todos os mortos considerados indigentes, o plano do governo era desenterrar e cremar todos os corpos ali presentes com a prerrogativa de liberar espaço. O plano só não seguiu em frente devido a questões legais. Por conta disso, a tal vala foi inaugurada em um espaço fora das quadras onde normalmente eram enterrados os corpos, abrigando as ossadas de 1.049 mortos - posteriormente catalogadas.   
O ex-administrador se recorda de que todos os militantes de oposição ao regime, como é o caso de Gelson Reicher, eram marcados com um “T” vermelho, indicando a palavra terrorista, no livro de registros. O símbolo ficava no canto superior junto com uma descrição mínima do morto; além de ser de acesso proibido às famílias. Além disso, os corpos eram usualmente marcados com uma tinta azul, normalmente na perna, que comprovava a sua vistoria anterior e o seu número de registro - no caso dos indigentes, essa marcação era mais rara, mas ainda poderia existir. 
Na audiência ainda depuseram o ex-preso político Gilney Viana, assessor da Secretaria de Direitos Humanos da Presidência da República, e a irmã de Iuri Xavier Pereira e Alex Xavier Pereira, e ex-integrante da ALN, Iara Xavier Pereira, que relatou a dificuldade de encontrar o corpo dos seus dois irmãos, mortos pela ditadura.

## Falsificação de laudo
Em janeiro de 2018, o portal O GLOBO publicou uma matéria sobre legistas denunciados por falsificar laudos e ocultar cadáveres na época da Ditadura Militar.
A denuncia dos ex-legistas Abeylard de Queiroz Orsini e Antonio Valentini foi feita pelo Ministério Publico Federal (MPF). Os dois foram acusados de falsificação de laudos que facilitaram a ocultação dos corpos de Geison e de Alex, além de ter colaborado para manter impune os assassinos dos membros da ANL. 
Segundo o MPF, a dupla não identificou nos laudos da necrópsia as lesões sofridas nos olhos e peito de Alex e Gelson. Além disso, o contra exame realizado posteriormente por peritos da Comissão sobre Mortos e Desaparecidos Políticos e pela Comissão Nacional da Verdade, apontou a execução dos militantes, comprovada pela posição de seus corpos nas fotos do laudo - as vítimas estavam em posições inferiores aos policiais -, pela presença de escoriações e hematomas visíveis. 

## Homenagens
Com a iniciativa da Secretaria de Direitos Humanos da Presidência da República, com a parceria do Centro Acadêmico Oswaldo Cruz, no dia 9 de novembro de 2007, foi feito um memorial na sede do centro acadêmico, em homenagem a Gelson Reicher e e Antônio Carlos Nogueira Cabral, ex-presidente da entidade e também militante da ALN, que foi morto no Rio de Janeiro em 12 de abril de 1972.
Em São Paulo, no Jardim da Glória, uma praça recebe o nome de Gelson Reicher, uma rua na cidade do Rio de Janeiro também foi nomeada em sua homenagem.
Além disso, em 2017, três cemitérios de São Paulo ganharam placas para homenagear as vítimas da Ditadura Militar que foram sepultadas nos cemitérios municipais da cidade entre os anos de 1969 e 1979. Além dos nomes nas placas, houve também o plantio de árvores de Ipês nesses lugares.

O primeiro a receber a homenagem foi o Cemitério Dom Bosco, seguido do de Campo Grande e, por fim, o de Vila Formosa. O projeto, que contemplou o nome de Gelson Reicher, foi uma parceria entre três secretarias: a de Direitos Humanos e Cidadania (SMDHC), a do Verde e Meio Ambiente (SVMA) e a do Serviço Funerário do Município de São Paulo (SFMSP).